# Venustisporium chelyoforme
Venustisporium chelyoforme är en svampart som beskrevs av R.F. Castañeda & Iturr. 1999. Venustisporium chelyoforme ingår i släktet Venustisporium, divisionen sporsäcksvampar och riket svampar.   Inga underarter finns listade i Catalogue of Life.